# Albrecht Sigismund von Bayern

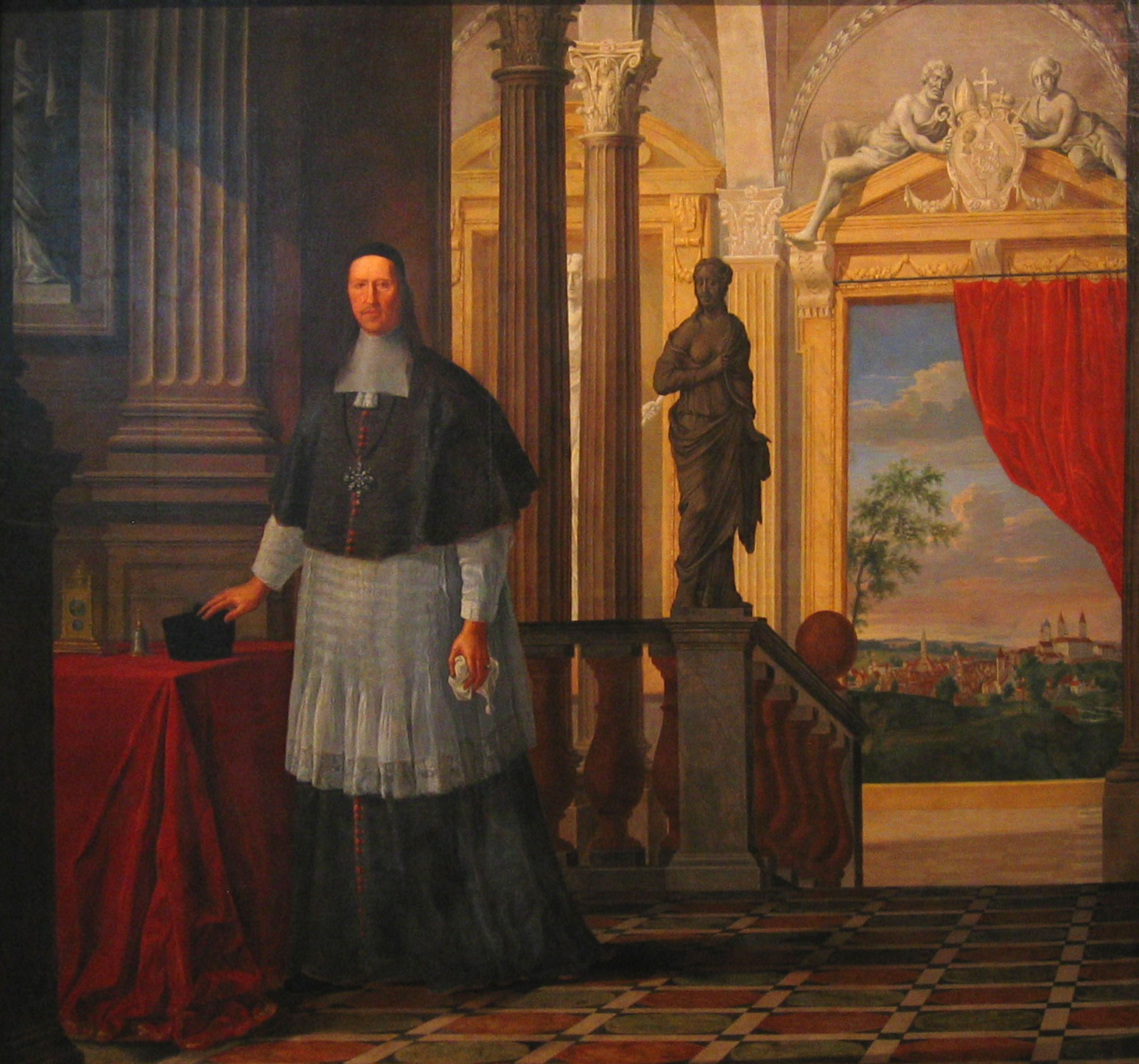
Albrecht Sigismund von Bayern, Gemälde von Benjamin von Block, 1675

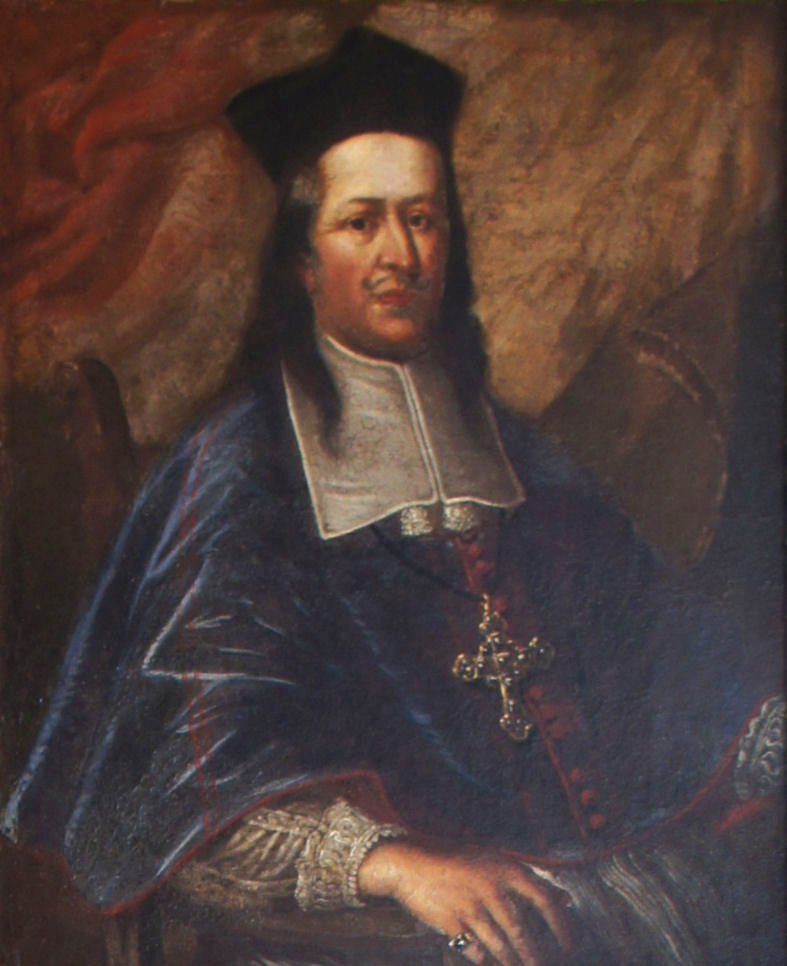
Albrecht Sigismund von Bayern auf einem Gemälde im Fürstengang Freising

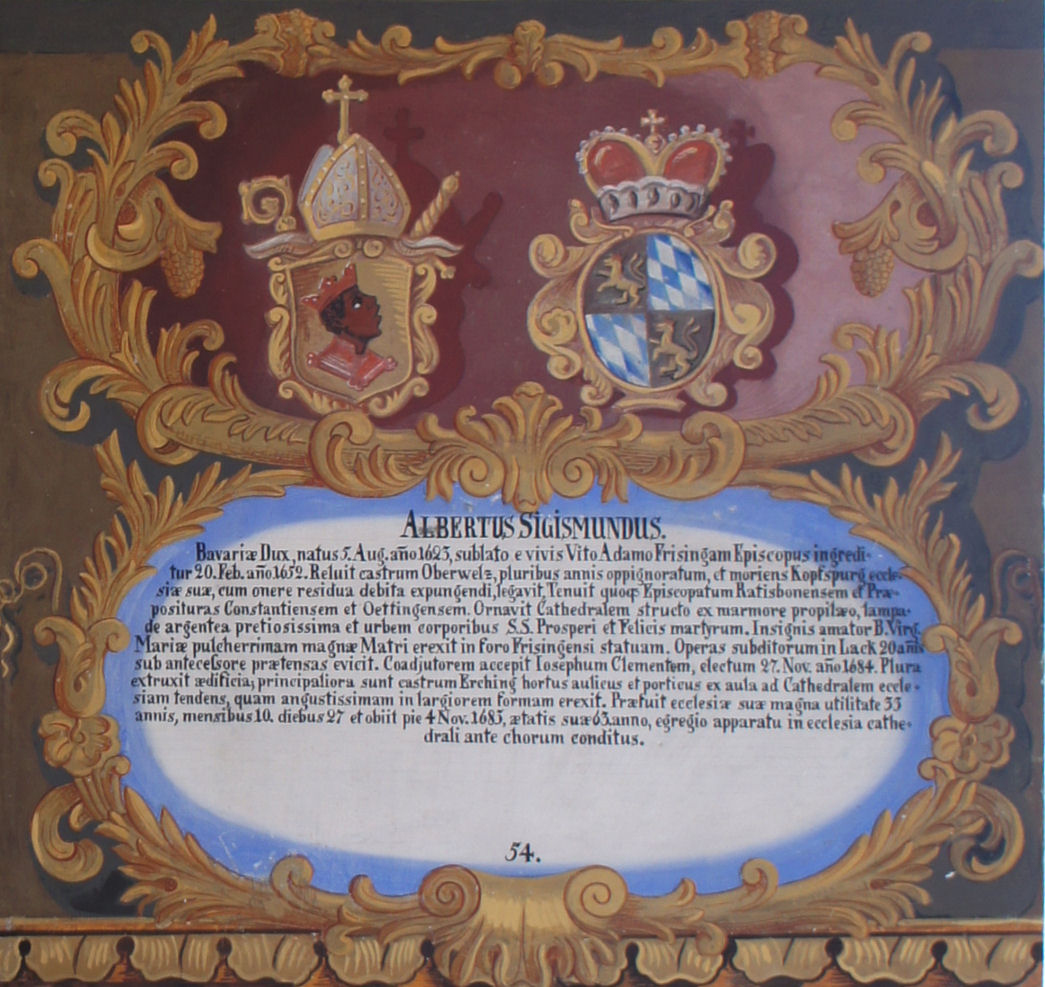
Wappentafel von Albrecht Sigismund von Bayern im Fürstengang Freising

Albrecht Sigismund von Bayern, als Bischof auch Albert Sigismund oder Albert Sigmund, (* 5. August 1623 in München; † 4. November 1685 in Freising) war Wittelsbacher Prinz und von 1652 bis zu seinem Tod Fürstbischof von Freising und ab 1668 auch Fürstbischof von Regensburg.

## Biographie

### Herkunft
Albrecht Sigismund wurde als Wittelsbacher Prinz geboren. Seine Eltern waren Herzog Albrecht VI. von Bayern (1584–1666) und Mechthilde von Leuchtenberg (1588–1634), Tochter des Landgrafen Georg Ludwig von Leuchtenberg.

### Bischof von Freising
Er wurde Domherr zu Augsburg und Salzburg sowie Dompropst in Konstanz und Propst des Klosterstifts Altötting. Auf Druck seines Onkels, des bayerischen Kurfürsten Maximilian I. wurde Albrecht Sigismund 1640 zunächst Koadjutor des Freisinger Fürstbischofs Veit Adam von Gepeckh. Nach dessen Tod im Jahr 1651 folgte er ihm auf dem Bischofsstuhl, ohne je die Priesterweihe empfangen zu haben. Albrecht Sigismunds Regentschaft gilt als wenig segensreich für das Hochstift Freising, trotz mancher Akzente, die er in künstlerischer Hinsicht setzte: Aufstockung des Marstalls; barockes Domportal; Bau des Belvedere und des Fürstengangs; Stiftung der Mariensäule in Freisings Mitte und Anlegung eines Hofgartens außerhalb der Stadtbefestigung.

### Bischof von Regensburg

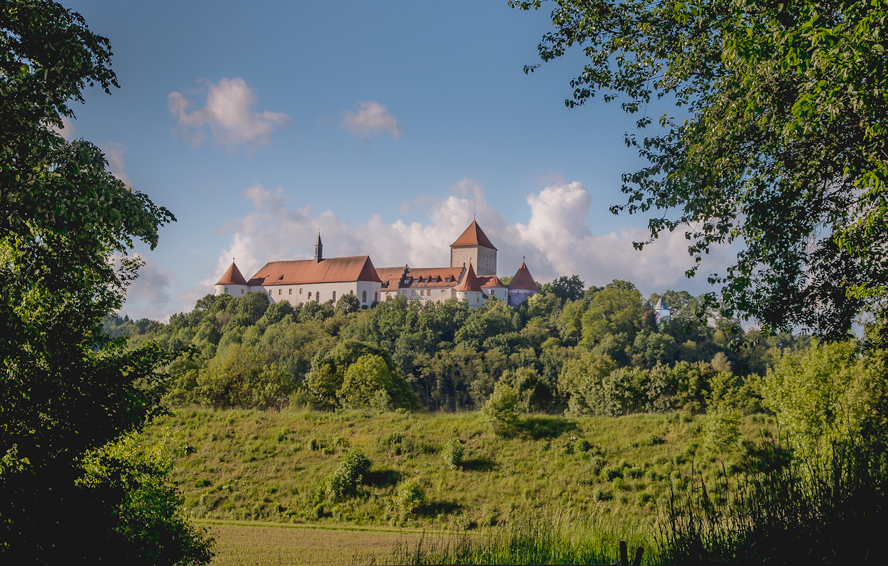
Schloss Wörth an der Donau: Unter Albrecht Sigismund von Bayern wurde das Rondellzimmer auf Schloss Wörth geschaffen

Ab 1668 war er auch Fürstbischof von Regensburg. Das nach wie vor stark verschuldete Hochstift Regensburg war für die bayerischen Wittelsbacher dennoch von Interesse, versuchte doch das Herrscherhaus auch in diesem Bereich seine kirchenpolitischen Interessen im Sinne einer umfassenden staatlichen Aufsicht umzusetzen. Gleichwohl war Albrecht Sigismund darum bemüht, gegenüber seinen Verwandten eigenständige Verantwortung für das Bistum und Hochstift zu tragen.

### Tod
Albrecht Sigismund starb am 4. November 1685 in Freising. Seine Grablege befindet sich im Freisinger Dom vor der Treppe zum Hochchor; sein Herz wurde nach dem mittlerweile im Haus Wittelsbach zur Tradition gewordenen Brauch in der Gnadenkapelle von Altötting zur Erde bestattet.